# 高城修三
高城 修三（たき しゅうぞう、1947年10月4日 - ）は、香川県高松市出身の作家。本名は若狭雅信。

## 経歴
香川大学学芸学部附属高松中学校、香川県立高松高等学校、京都大学文学部言語学科卒業。京都の出版社に勤務。
1977年、「榧の木祭り」で新潮新人賞を受賞、同作で同年下半期（1978年1月）芥川賞を受賞。当時は山科区で学習塾経営をしていた。
芥川賞受賞後は小説を書く機会は減り、京都に関するエッセイや古代史関連の著作が中心になっている。連歌会の宗匠としても活動する。
滋賀県大津市在住。

## 著書
- 『榧の木祭り』新潮社 1978
- 『闇を抱いて戦士たちよ』新潮社 1979
- 『約束の地』新潮社 1982
- 『叛乱する風景』作品社 1982
- 『京都の庭遊行』小沢書店 1984
- 『糺の森』作品社 1984
- 『京都伝説の風景』小沢書店 1985
- 『苦楽利氏どうやら御満悦』河出書房新社 1987
- 『京都花折心中』阿部出版 1990
- 『みずみち紀行 琵琶湖は東、西は京』小沢書店 1992
- 『気分はいつもヤジロベェ』有学書林 1993
- 『紫の歌額田王』有学書林 1994
- 『琵琶湖のある風景』東方出版 1995
- 『大和は邪馬台国である』東方出版 1998
- 『小説の方法』昭和堂 1998
- 『プロポリス健康革命 抗ガンから老化防止まで…免疫力を高め、細胞を若返らせる驚きの薬効』高橋書店 2000
- 『紀年を解読する 古事記・日本書紀の真実』ミネルヴァ書房 2000
- 『京都・絶品の四季 四十八景季節の粧い』淡交社 2000
- 『真っすぐ行きなはれ 尼僧物語』どりむ社 2001
- 『神々と天皇の宮都をたどる 高天原から平安京へ』文英堂 2001
- 『百歌繚乱 憶えておきたい日本の歌』文英堂 2003
- 『可能性としての連歌』澪標 2004
- 『おんなたちの源平恋絵巻』京都新聞 2004
- 『神武東征』構想社 2007
- 『巻向日記 「昭和三十年」という思想』淡交社 2007
- 『日出づる国の古代史 その三大難問を解く』現代書館 2011
- 『月と太陽 日本書紀の女たち』澪標, 2020.6